# John Spellman
Ne doit pas être confondu avec John Spellman (homme politique).
John Spellman, né le 14 juin 1899 à Middletown (Connecticut) et mort le 1er août 1966 dans le Mashonaland occidental (Zimbabwe), est un lutteur sportif américain, champion olympique en 1924 de lutte libre.

## Biographie
John Spellman obtient une médaille d'or olympique, en 1924 à Paris en poids mi-lourds.